# Билхаку
Билхаку (рум. Bâlhacu) — село у повіті Бузеу в Румунії. Входить до складу комуни К.А. Росетті.
Село розташоване на відстані 106 км на північний схід від Бухареста, 26 км на південний схід від Бузеу, 81 км на південний захід від Галаца, 137 км на південний схід від Брашова.

## Населення
За даними перепису населення 2002 року у селі проживали 227 осіб, усі — румуни. Усі жителі села рідною мовою назвали румунську.